# Palacio de Belém
El Palacio Nacional de Belém (en portugués Palácio Nacional de Belém) es la actual residencia del presidente de la República Portuguesa y fue uno de los principales palacios de la familia real portuguesa a lo largo de los siglos XVIII y XIX.

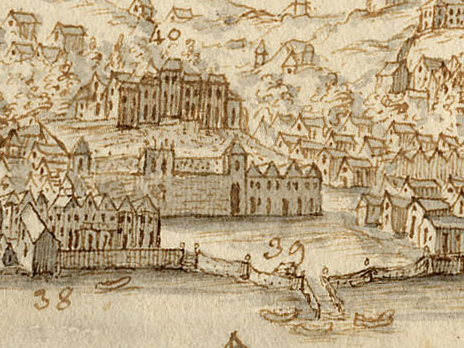
La Quinta Real de Belém en un dibujo de Lisboa en 1763

Construido en 1559 por el aristócrata portugués Manuel de Alburquerque, se encuentra en el suroeste de la capital portuguesa, Lisboa, en la freguesia de Belém. Aparte del edificio en sí, el recinto palatino posee importantes jardines en la ribera del río Tajo. 
En el siglo XVIII, el rey Juan V adquirió el palacio con oro proveniente de Brasil, comprándolo al conde de Aveiras, y posteriormente fue remodelado totalmente. El palacio pasó a convertirse en una escuela de equitación y en un recinto donde el monarca podía mantener tranquilamente relaciones extramatrimoniales.
El terremoto de 1755 no afectó a la zona de Belém, y posteriormente, gracias a este hecho, compartió protagonismo en el seno de la vida palatina con el palacio de Queluz. Durante el reinado de la reina María se construyó un zoológico con especies provenientes de África y un picador de caballos de estilo neoclásico.
Actualmente el palacio presenta una decoración típica de los siglos XVIII y XIX, de un momento en el que Belém y los palacios de Ajuda y Queluz eran el centro de la vida cortesana. Durante la segunda mitad del siglo XIX el palacio fue la residencia de mandatarios extranjeros que estaban de visita en Portugal, entre los cuales destacan los reyes de España Isabel II, Amadeo I y Alfonso XIII, el káiser Guillermo II de Prusia y el presidente francés Émile Loubet.
Próximo al palacio se podía encontrar, a lo largo de los siglos XVIII y XIX, un puerto desde el cual la familia real portuguesa pudo partir al exilio brasileño en 1807, tras la invasión napoleónica.
El 22 de mayo de 1886, el palacio de Belém pasó a ser la residencia oficial de los duques de Braganza y príncipes herederos, el rey Carlos I y la princesa Amelia de Orleans. En este palacio nacieron el príncipe heredero Luis Felipe y el rey Manuel II. En 1889, los príncipes herederos convertidos en monarcas se mudaron al palacio de las Necesidades. 
Curiosamente fue en este palacio donde el rey Manuel II, durante los actos y la recepción del presidente de la república brasileña, el mariscal Hermes Rodrigues da Fonseca, tuvo conocimiento del inicio de la revolución que pondría fin a la monarquía portuguesa en 1910.
Actualmente se encuentra abierto al público de forma parcial a pesar de continuar con la función de residencia principal del presidente de la República Portuguesa.